# Acesso pago
Acesso pago, também referido como muro de pagamento (em inglês: paywall), é um método de restringir o acesso a um determinado conteúdo através da exigência de pagamento de uma subscrição. Nos meados de 2010, alguns jornais começaram a implementação de formas de acesso pago em seus sites como forma de aumentar a receita, depois de anos de declínio de leitores da versão impressa e de receita publicitária. Na academia, trabalhos de pesquisa são frequentemente sujeitos a um muro de pagamento e estão disponíveis por meio bibliotecas acadêmicas que as universidades assinam.

## Forma de pagamento
Na grande maioria das assinaturas de jornais e revistas on-line, o principal meio de pagamento disponível, muitas vezes o único, é o cartão de crédito. O leitor-cliente efetua um cadastro no portal de notícias, insere seus dados e os dados de seu cartão, para fins de pagamento recorrente da assinatura, a qual pode ser cancelada a qualquer momento pelo leitor.
- Wikcionário